# 빨간 마후라의 사나이
"빨간 마후라의 사나이"는 1971년 공개된 대한민국의 영화이다.

## 배역
- 신영균
- 박노식